# Swanson River (Cook Inlet)
Der Swanson River (Dena'ina: Yaghetnu) ist ein etwa 72 km langer Zufluss des Cook Inlet im Nordwesten der Kenai-Halbinsel im US-Bundesstaat Alaska.

## Flusslauf
Der Swanson River hat seinen Ursprung im 57 m hoch gelegenen See Gene Lake. Dieser liegt in einer Seenplatte im Nordwesten der Kenai-Halbinsel innerhalb des Kenai National Wildlife Refuge. Der Swanson River fließt anfangs in überwiegend südwestlicher Richtung. Das Swanson River-Ölfeld liegt westlich des Flusslaufs. Der Swanson River wendet sich ab Flusskilometer 17 nach Norden und mündet schließlich 30 km nordnordöstlich der Stadt Kenai ins Cook Inlet. An der Mündung befindet sich die  „Captain Cook State Recreation Area“. Etwa 1,2 km oberhalb der Mündung befindet sich am Ende des Kenai Spur Highway eine Straßenbrücke über den Fluss. Der Swanson River entwässert ein 725 km² großes Areal.

## Namensgebung
Der lokale Name des Flusses wurde 1939 vom U.S. Geological Survey (USGS) veröffentlicht.

## Flussfauna
Im Swanson River kommen u. a. Silberlachs, Regenbogenforelle, Dolly-Varden-Forelle und Wandersaibling vor.